# Стрибки у воду на Чемпіонаті Європи з водних видів спорту 2018 — вишка, 10 метрів (жінки)
Змагання зі стрибків у воду з вишки серед жінок на Чемпіонаті Європи з водних видів спорту 2018 відбулись 8 серпня.

## Результат[1]
| Місце | Стрибун             | Країна          | Попередній раунд | Попередній раунд | Фінал  | Фінал |
| Місце | Стрибун             | Країна          | Очки             | Місце            | Очки   | Місце |
| ----- | ------------------- | --------------- | ---------------- | ---------------- | ------ | ----- |
| 1     | Селін ван Дуйн      | Нідерланди      | 289.65           | 1                | 319.10 | 1     |
| 2     | Ноемі Баткі         | Італія          | 279.40           | 5                | 315.00 | 2     |
| 3     | Марія Курйо         | Німеччина       | 282.35           | 3                | 308.15 | 3     |
| 4     | Софія Лискун        | Україна         | 279.60           | 4                | 306.60 | 4     |
| 5     | Лоіс Тулсон         | Велика Британія | 284.10           | 2                | 292.20 | 5     |
| 6     | Робін Бірч          | Велика Британія | 250.70           | 8                | 290.60 | 6     |
| 7     | Таня ватсон         | Ірландія        | 233.15           | 11               | 276.85 | 7     |
| 8     | Єлена Вассен        | Німеччина       | 264.50           | 6                | 270.40 | 8     |
| 9     | Еллен Ек            | Швеція          | 260.40           | 7                | 264.70 | 9     |
| 10    | Анн Туксен          | Норвегія        | 222.45           | 12               | 215.00 | 10    |
| 11    | Ізабелль Свантессон | Швеція          | 241.60           | 10               | 199.85 | 11    |
| 12    | Гелле Туксен        | Норвегія        | 245.75           | 9                | 161.90 | 12    |
| 13    | Женев'єр Грін       | Литва           | 209.90           | 13               | DNQ    | DNQ   |
| 14    | Юлія Тімошиніна     | Росія           | 204.80           | 14               | DNQ    | DNQ   |
| 15    | Анна Чуїнишена      | Росія           | 180.00           | 15               | DNQ    | DNQ   |